# Pieter Omtzigt
Pieter Herman Omtzigt (La Haya, 8 de enero de 1974) es un político neerlandés que se ha desempeñado como miembro de la Cámara de Representantes desde 2003, salvo una breve interrupción entre junio y octubre de 2010. Fue miembro del partido Llamada Demócrata Cristiana (CDA), pero lo abandonó en 2021 y continuó como independiente. En agosto de 2023, fundó un nuevo partido llamado Nuevo Contrato Social, nombre tomado de su manifiesto de 2021, para presentarse a las elecciones generales de 2023.

## Carrera política
En el parlamento, Omtzigt actualmente forma parte de las Comisiones de Asuntos Europeos, Asuntos Exteriores, Vivienda y Servicios del Reino, Asuntos Sociales y Empleo, Finanzas y Gasto Público. Desde 2017, se desempeñó como relator del parlamento sobre el Brexit.
Desde 2019, Omtzigt, junto con la diputada Renske Leijten (SP), defendió a los padres afectados en el escándalo de las prestaciones para el cuidado de los hijos, en el que más de 20.000 familias fueron perjudicadas al solicitar el subsidio para el cuidado de los hijos. Al final, los funcionarios y (ex) ministros fueron escuchados por la comisión parlamentaria de interrogatorio sobre el subsidio para el cuidado de los hijos, lo que finalmente provocó la caída del tercer gabinete de Rutte en enero de 2021.
En julio de 2020, Omtzigt fue derrotado por el vice primer ministro Hugo de Jonge en una votación para el puesto de líder de la Llamada Demócrata Cristiana. Omtzigt fue reelegido en las elecciones generales de 2021 y obtuvo 342.472 votos preferenciales, más que cualquier otro líder no partidista. Después de las elecciones, Omtzigt se tomó un tiempo libre tras quejarse de agotamiento. A pesar de su licencia, decidió asistir a su instalación el 31 de marzo de 2021.
Además de su papel en el parlamento, Omtzigt ha sido miembro de la delegación holandesa ante la Asamblea Parlamentaria del Consejo de Europa (PACE) desde 2004. Actualmente es miembro de la Comisión de Asuntos Jurídicos y Derechos Humanos; el Comité para el Cumplimiento de las Obligaciones y Compromisos de los Estados Miembros del Consejo de Europa (Comité de Seguimiento); el Subcomité de Derechos Humanos; el Subcomité de ejecución de sentencias del Tribunal Europeo de Derechos Humanos; y el Subcomité de Derechos de las Minorías.
En su calidad de miembro de la Asamblea Parlamentaria, Omtzigt se ha desempeñado como relator de la Asamblea sobre vigilancia masiva desde 2014. También ha sido Relator General de la Asamblea Parlamentaria sobre la protección de los denunciantes desde 2021.
Omtzigt también se ha desempeñado como relator sobre el caso del coche bomba de la periodista Daphne Caruana Galizia (2018), Justicia para las víctimas de ISIL (2019); y sobre Polonia (2019). Entre 2016 y 2017 preparó la propuesta de la Asamblea sobre un Sistema de Tribunales de Inversiones (ICS) para arbitrar disputas comerciales entre Estados e inversores extranjeros.

## Posiciones políticas
Omtzigt fue visto como representante del ala euroescéptica del CDA. Ha criticado las políticas del Banco Central Europeo y, en 2020, presionó a su partido para que apoyara la idea de que los Países Bajos optaran por no participar en programas no deseados de la UE.
En su labor política, Omtzigt se centra en cuestiones de impuestos y pensiones. Saltó a la fama por su papel de llamar la atención sobre el escándalo de las prestaciones de cuidado infantil.

## Controversias
El 10 de junio de 2021 se filtró un memorando de 78 páginas de Omtzigt, dirigido al comité de Liesbeth Spies del CDA, que analizaba los resultados de las elecciones parlamentarias de marzo de 2021. Omtzigt arremetió duramente contra el CDA, los empleados del grupo y los parlamentarios del CDA que no fueron nombrados y escribió que le habían prometido la dirección del partido si Hugo de Jonge renunciaba como líder del partido. Sin embargo, tras la marcha de De Jonge, la dirección del partido fue ofrecida a Wopke Hoekstra. Según Omtzigt, esto estaba completamente fuera de su control. Según Omtzigt, miembros de partidos políticos y miembros de la Cámara de Representantes lo han descrito como "psicópata, enfermo, perro rabioso, imbécil, perturbado" e "inestable". Algunas de esas afirmaciones fueron agregadas al memorando por Omtzigt en una captura de pantalla de WhatsApp. Dos días después, Omtzigt anunció que había dejado el CDA y que continuaría como miembro independiente del parlamento después de su excedencia.

## Vida personal
Omtzigt se casó con Ayfer Koç en 2009 y los dos tienen dos hijos. Es católico y afirma inspirarse en la enseñanza social católica; También solía ser amigo del obispo Martinus Patrus Maria Muskens de Breda.